# I Like
I Like ist ein Song der US-amerikanischen Sängerin Keri Hilson, veröffentlicht kurz nach dem (vorgezogenen) deutschen Start der Komödie Zweiohrküken am 11. Dezember 2009. Er ist Teil einer Crossover-Marketingstrategie, dessen erster Teil in Deutschland schon sehr erfolgreich war. Der Song stieg auf Platz eins der deutschen Single-Charts ein.

## Geschichte
Hilson, die in den USA vor allem als weiblicher Teil einiger Duette mit arrivierten Sängern bekannt ist, wurde von den deutschen Komponisten David Jost und Robin Grubert ein Song geschrieben, der gleichzeitig Teil des Soundtracks der deutschen Liebeskomödie Zweiohrküken wurde. Das dazugehörige Video (Regie: Aaron Platt) zeigt die Sängerin sowie Ausschnitte aus dem Film. Der Song kam sogleich in die deutsche Hitparade und wurde schon nach einem Monat mit einer Goldenen Schallplatte belohnt, nachdem mindestens 150.000 Singles verkauft waren.
Das Album In a Perfect World… erschien mit dem Titellied als Zugpferd und erreichte dadurch den Durchbruch in Deutschland.
Gleichwohl erreichte der Song in den USA nicht denselben Erfolg. Er begleitete am 29. März 2010 im Vereinigten Königreich den Kinostart von Zweiohrküken/Chicken With Two Ears und später auch den Kinostart in den USA. Hier versprachen sich die Produzenten, dass Keri Hilsons Lied das Interesse an einer Komödie aus Deutschland mit dort unbekannten Schauspielern befördert.

## Kritiken
Ebert Dobler von laut.de meint, dass Keri Hilson „radiotauglichen Pop … ein wenig in Richtung R’n’B “ umbiegt. Tanja Kraus von CDStarts.de bewertet das Lied als „eingängiges R&B-Perlchen“.

## Chartplatzierungen
I Like erreichte in Deutschland Position eins der Singlecharts und hielt sich drei Wochen an der Chartspitze, 13 Wochen in den Top 10 und 41 Wochen in den Charts. Für Hilson war dies der fünfte Charterfolg in den deutschen Singlecharts sowie nach The Way I Are und Scream der dritte Top-10-Erfolg und der erste Nummer-eins-Hit. 2010 belegte I Like hinter Fireflies (Owl City) den zweiten Rang der Jahrescharts in den deutschen Airplaycharts, was es zum zweitmeistgespielten Radiohit des Jahres macht. In den Jahrescharts der deutschen Singlecharts belegte die Single Rang neun.
| ChartsChartplatzierungen     | Höchstplatzierung | Wochen |
| ---------------------------- | ----------------- | ------ |
| Deutschland (GfK)            | 1 (41 Wo.)        | 41     |
| Österreich (Ö3)              | 2 (24 Wo.)        | 24     |
| Schweiz (IFPI)               | 5 (35 Wo.)        | 35     |
| Vereinigtes Königreich (OCC) | 34 (9 Wo.)        | 9      |